# Gewöhnlicher Diademseeigel
Der Gewöhnliche Diademseeigel (Diadema setosum) ist eine langstachelige Seeigelart aus der Familie Diadematidae. Er ist ein typischer Seeigel mit extrem langen, hohlen Stacheln, die leicht giftig sind.
D. setosum unterscheidet sich von anderen Vertretern der Gattung Diadema durch fünf charakteristische weiße Punkte auf seinem Körper. Die Art kommt im gesamten indopazifischen Raum vor, von Australien und Afrika bis Japan und dem Roten Meer. Zwar kann der Seeigel schmerzhafte Stiche verursachen, wenn man auf ihn tritt, er ist nur schwach giftig und stellt keine ernsthafte Gefahr für den Menschen dar.

## Beschreibung

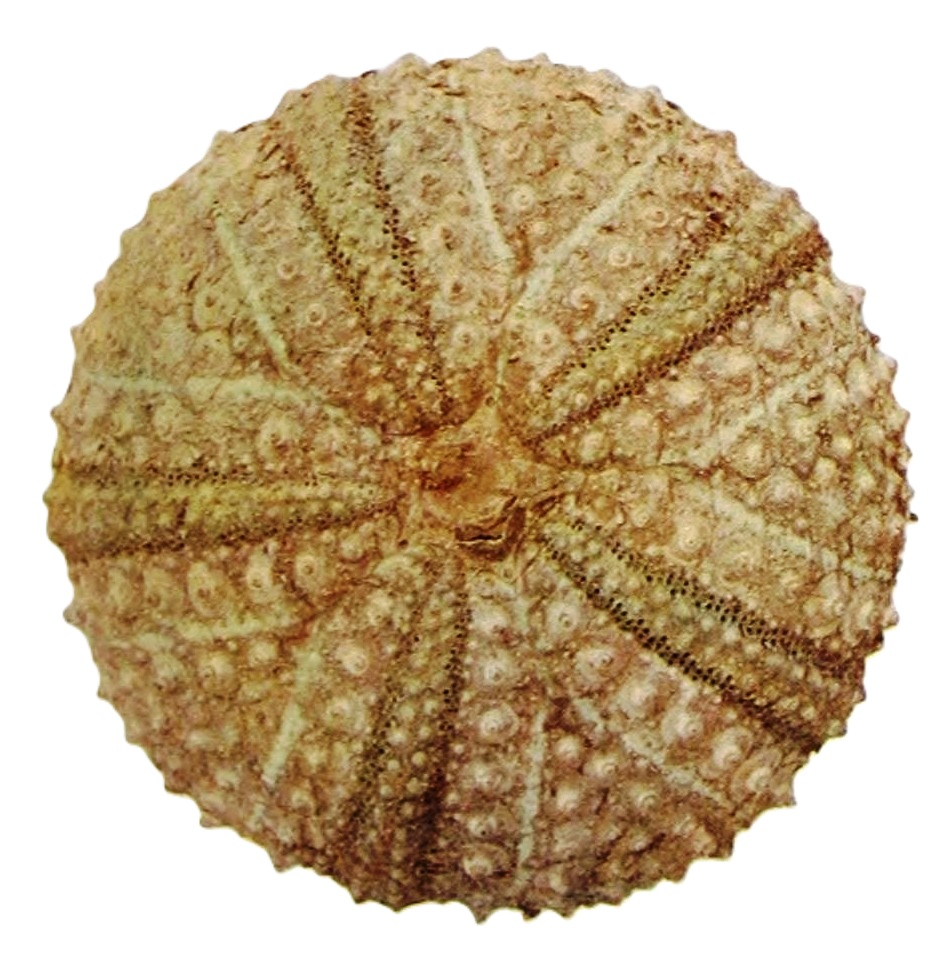
Schale von D. setosum, Westindische Inseln (Illustration von 1914)

Diadema setosum ist eine Art (Spezies) aus der Klasse der Seeigel (Echinoidea). Als ein anatomisch gesehen typischer Seeigel sind alle inneren Organe des Tieres in einer annähernd kugelförmigen, schwarzen Schale (Gehäuse, englisch testa, shell) eingeschlossen, die im Wesentlichen den Körper des Organismus darstellt.
Der Körper ist nicht vollkommen kugelförmig – Diadema-Gehäuse sind leicht dorsoventral zusammengedrückt. Aus diesem zentralen Körper ragen die für das Aussehen eines Seeigels charakteristischen langen Stacheln heraus.
Wie bei den anderen Mitgliedern der Familie Diadematidae sind die Stacheln von D. setosum extrem lang und schmal im Verhältnis zum Körper.
Die oft schwarz, manchmal aber auch braun gebänderten Stacheln sind hohl und enthalten ein leichtes Gift.
D. setosum unterscheidet sich von den anderen Arten der Gattung Diadema durch fünf weiße Flecken auf dem Rücken, die sich zwischen den Ambulakralrillen befinden.
Ein weiteres deutliches Unterscheidungsmerkmal der Art von anderen ist ein heller, orangefarbenen Rings um den periproktalen Kegel des Seeigels, eine Struktur, die als „Anus“ des Seeigels bezeichnet wird. Zu weiteren weniger bedeutenden Merkmalen von D. setosum gehören bläuliche Flecken auf den Genitalplatten des Organismus und ähnliche blaue Flecken (Iridophoren), linear entlang der Schale angeordnet. Ein apikaler Ring fehlt bei dieser Art ebenso wie Kalkplättchen auf dem apikalen Kegel.
Geschlechtsreife Exemplare von Diadema setosum wiegen durchschnittlich 35 bis 80 Gramm.
Erwachsene Tiere sind im Durchschnitt nicht größer als 70 Millimeter im Schalendurchmesser und etwa 40 Millimeter hoch.

## Verbreitung und Habitat

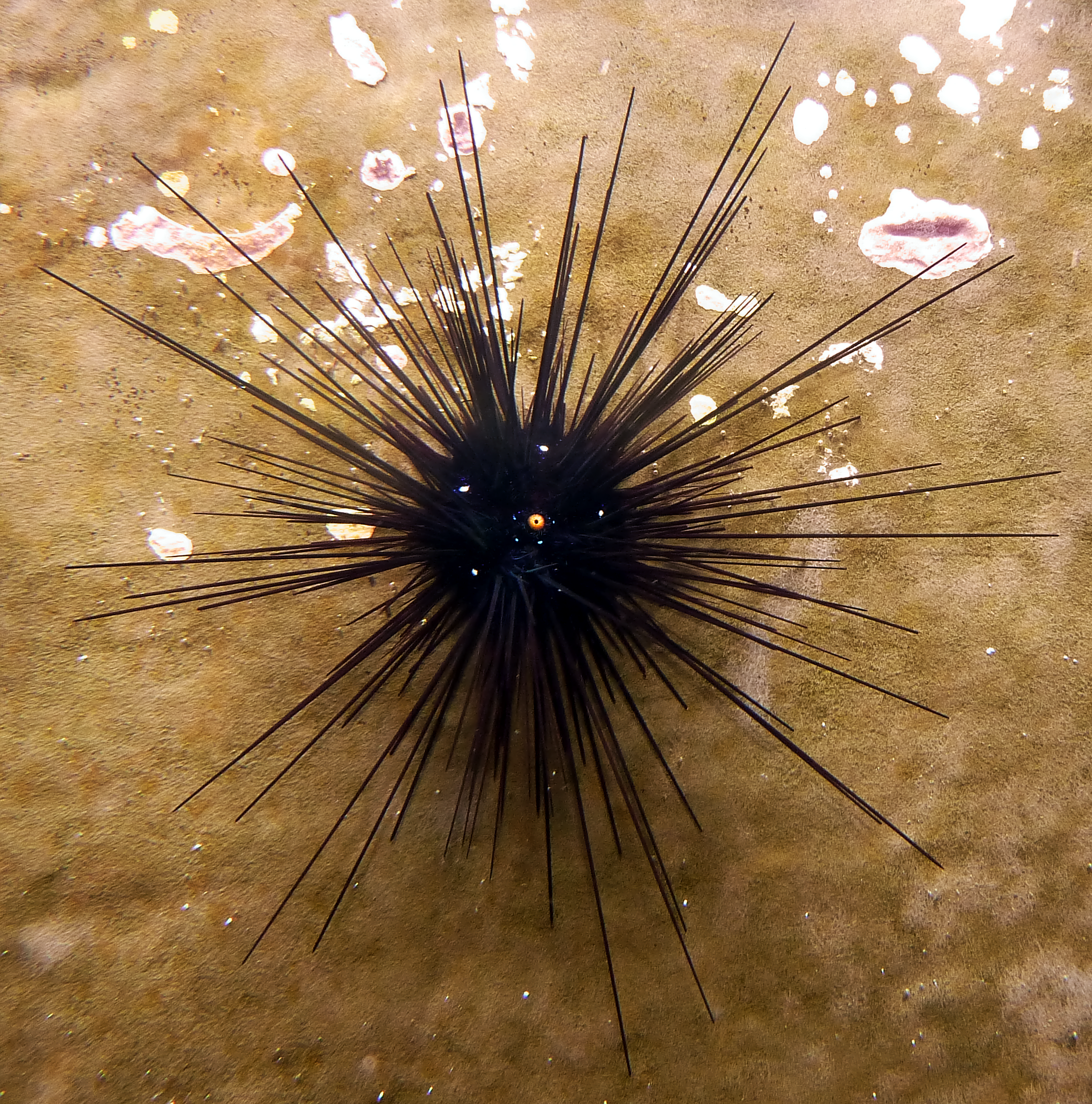
Diadema setosum mit schwarzen Stacheln, Aquazoo – Löbbecke Museum, Düsseldorf

Diadema setosum ist eine weit verbreitete Seeigelart. Ihr Verbreitungsgebiet erstreckt sich über den gesamten Indopazifik, einschließlich Malaysia, vom Roten Meer bis zur australischen Küste im Osten. In der Breite ist die Art bis nach Japan zu finden und im Süden bis zur Südspitze der afrikanischen Ostküste.
Die Art wurde an weiteren Orten vorgefunden, die nicht zu in diesem natürlichen Verbreitungsgebiet gehören. Im Jahr 2006 wurden zwei lebende Exemplare von Diadema setosum in den Gewässern vor der Halbinsel Kaş im Süden der Türkei gefunden.
Seitdem hat sie ihr Verbreitungsgebiet auf die Küsten Griechenlands, des Libanon, Israels, Ägyptens und Libyens ausgedehnt, womit die Art das gesamte Levantinische Becken und die angrenzenden Bereiche (Ägäis und Ionisches Meer) besiedelt.
Diese Entdeckungen machte D. setosum zum ersten invasiven Seeigel, des über das Rote Meer (Eritrea) ins Mittelmeer gelangte.
Für den Fund dieser Exemplare wurden mehrere Hypothesen aufgestellt. Die Larven der Art könnten durch den Suezkanal vom Golf von Suez, wo es eine florierende natürliche Population dieser Art gibt hat, ins Mittelmeer gelangt sein (Lessepsianische Migration).
Ein anderer möglicher Weg sind Schiffe, die über ihr Ballastwasser Individuen einschleppt haben.
Eine letzte Möglichkeit besteht darin, dass die einzelnen Exemplare absichtlich von Aquarianern ausgesetzt wurden.
Diadema setosum ist in der Regel mit Korallenriffen vergesellschaftet, kommt aber auch auf Sandflächen und in Seegraswiesen vor.
Man findet die Art in Tiefen von 0 bis 70 m.
Wie auch die anderen Mitglieder der Familie der Diademseeigel ist D. setosum ein produktiver Weidegänger, der sich von einer Vielzahl von Algenarten ernähren, die in tropischen Korallenriffen vorkomme und so ein Überhandnehmen der Algen auf Kosten der Korallen verhindert oder zumindest erschwert. Diese pflanzenfressenden Gewohnheiten heben die ökologische Bedeutung der Art Ganzes in ihrem natürlichen Verbreitungsgebiet hervor. Die meiste Nahrungssuche und -aufnahme erfolgt nachts.
Bei D. setosum kann der Seeigel-Shrimp Stegopontonia commensalis zwischen den Stacheln versteckt vorkommen.
In Hongkong ist Diadema setosum in felsigen Riffen mit einer Populationsdichte von bis zu einem Individuum auf 3,4 m2 allgegenwärtig. Es wird vermutet, dass die ungewöhnlich hohe Zahl dieser Seeigel teilweise natürlich ist! aber teilweise auch auf die Überfischung ihres Hauptfeindes in der Region, des Schwarzfleck-Zahnlippfisches (Choerodon schoenleinii), zurückzuführen ist.

## Biologie
Die Art D. setosum gehört zu den Freilaichern (englisch open substrate spawners, broadcast spawners).
Wie man weiß, laicht die Spezies je nach Standort der jeweiligen Population entweder saisonal oder ganzjährig,
Man hat vermutet, dass die Populationen in ihren Laichzeiten temperaturabhängig sind,
es werden Temperaturen von über der 25 °C (77 °F) als möglicher Auslöser genannt.
Bei äquatoriale Populationen findet das Laichen zu keiner bestimmten Zeit im Jahr stattfindet, wie beispielsweise bei den philippinischen Populationen.
Bei einer Population im Persischen Golf findet dagegen das Laichen in den Monaten April bis Mai statt.
Andererseits wurde aber beobachtet, dass auch andere Anzeichen wie die Mondphasen das Laichen von D. setosum-Populationen beeinflussen; es wurde nämlich berichtet, dass die Art bei Vollmond zum Laichen kommt.
D. setosum gilt als eine der entwicklungsgeschichtlich ältesten unter den bekannten Arten der Gattung Diadema.
Genetische Analysen sehen D. setosum auf einem basalen Zweig im Kladogramm der Gattung Diadema, der als Schwestergruppe zu allen anderen Mitgliedern der Gattung.
Morphologische Analysen bestätigen diese Schlussfolgerung und untermauern die Annahme, dass D. setosum im Stammbaum ihrer Gattung eine basale Stellung hat und möglicherweise die älteste erhaltene Art ihrer Gattung ist.
Wie bei anderen giftigen Seeigeln ist das Gift von Diadema setosum nur schwach und für den Menschen keinesfalls tödlich. Es verursacht vor allem Schwellungen und Schmerzen und verteilt sich allmählich über mehrere Stunden.
Die größere Gefahr geht von den Stacheln des Seeigels selbst, die nadelartig und extrem brüchig sind. Da sie leicht im Fleisch abbrechen sind sie nur schwer zu entfernen. Dies kann zu schmerzhaften Entzündungen führen. Darüber hinaus kann es bei empfindlichen Personen zu allergischen Reaktionen kommen, ähnlich wie bei Bienenstichen.
Die Erforschung des Verhaltens hat ergeben, dass diese Seeigel ähnlich wie die der Schwesterart D. africanum Gefahren zu vermeiden suchen, indem sie ihren Körper schnell umdrehen und auf den Spitzen ihrer längsten Stacheln „weglaufen“.
Dieses Verhalten wird durch plötzliche Stöße und das Schnappen nach einem oder mehrerer ihrer Stacheln ausgelöst. Generell nehmen sie eine rollende Bewegung an, solange sie auf kleine Hindernisse stößt, ähnlich wie der Roboter TARS im Science-Fiction-Film Interstellar. Wie beobachtet, legen sie mit dieser Fortbewegungsmethode in nur 7 Sekunden 30 Zentimeter zurück.
Bemerkenswert ist, dass zumindest einige Arten der Gattung Diadema über einen primitiven Sehsinn verfügen  (z. B. D. africanum). D. setosum soll aber mit die beste bei Seeigeln beobachtete Sehkraft haben. Dies zeigt sich beispielsweise darin, dass die Tiere sie regelmäßig ihre Stacheln zur Verteidigung auf vorbeiziehende Fische ausrichten.
Obwohl dies nicht ganz klar ist, so scheint das Sehvermögen durch die Wahrnehmung von Licht erreicht zu werden, das in die Stacheln eindringt, den Stachelschaft hinuntergeleitet und an der Basis wahrgenommen wird; weitere wissenschaftliche Untersuchungen sind jedoch erforderlich.

## Systematik
Gemäß World Register of Marine Species (WoRMS) existieren für die Spezies Diadema setosum (Leske, 1778) (deutsch: Gemeiner Diademseeigel) eine Reihe von Synonymen:
- Echinometra setosa Leske, 1778 – ursprüngliche Bezeichnung

- Calmarius annellata A. Agassiz, 1872 (ex Gray, MS)

- Centrechinus (Diadema) setosus (Leske, 1778)
- Centrechinus setosus (Leske, 1778)

- Centrostephanus setosum (Leske, 1778) – Schreibvariante (inkorr. grammatikal. Geschlecht)
- Centrostephanus setosus (Leske, 1778)

- Cidaris (Diadema) tenuispina Philippi, 1845

- Cidarites diadema (Gmelin, 1788)

- Diadema lamarcki (Gmelin, 1788)
- Diadema nudum A. Agassiz, 1863
- Diadema saxatile (Linnaeus, 1758)
- Diadema setosa (Leske, 1778) – Schreibvariante (inkorr. grammatikal. Geschlecht)
- Diadema setosum f. depressa Dollfus & Roman, 1981
- Diadema turcarum Rumphius, 1711
- Echinometra setosa Rumphius, 1705 – vorlinnéisch
- Echinometra setosa Leske, 1778

- Echinus saxatilis Linnaeus, 1758
- Echinus ſaxatilis Linnaeus, 1758 – Schreibvariante (inkorr.)

Heute werden vor allem zwei Kladen von Diadema setosum unterschieden:
- Klade a im westlichen Indischen Ozean und
- Klade b im @Roten Meer.

## Seeigelsterben

### 2022/2023 im Östlichen Mittelmeer
2022/2023 ereignete sich ein Massensterben des Gewöhnlichen Diademseeigels (D- setosum) im östlichen Mittelmeer.
Im Mai 2023 berichteten Zirler et al. über dieses Massensterben, das seinen Anfang am 15. Juli 2022 vor dem Hafen der zu Griechenland gehörenden Insel Kastelorizo vor der türkischen Küste genommen hatte.
Dies war nicht nur der erste Bericht über ein Massensterben von D. setosum, sondern ist auch der bisher (Stand Oktober 2024) einzige bekannte Bericht über das Sterben einer invasiven Art im Mittelmeer.
Eine Ursache konnte zum damaligen Zeitpunkt (2023) noch nicht dingfest gemacht werden.
Bei einem Mortalitätsereignis von D. setosum September 2023 in der Gökova-Bucht (Golf von Gökova) in der südlichen Ägäis fanden Inci Tuney, Cem Dalyan et al. jedoch (wie im Juli 2024 an das NCBI gemeldet) Sequenzen eines Philasterida sp. isolate HG1 genannten Stammes, was darauf schließen lässt, dass auch hier parasitische Wimpertierchen der Scuticociliatia die Verursacher sind.

### 2022–2024 Rotes Meer und westlicher Indischer Ozean
Ab Dezember 2022 wurden zunächst im Golf von Aqaba (GOA), dann im gesamten Roten Meer und schließlich auch im westlichen Indischen Ozean (WIO) Massensterben von D. setosum und Echinothrix calamaris beobachtet, die mancherorts (wie im Golf von Aqaba) zu einem Rückgang der Population bis 100 % führten.
Als Verursacher wurden auch hier parasitische Wimpertierchen aus der Verwandtschaft von Philaster apodigitiformis ausgemacht.
Da die Seeigel das Algenwachstum (wesentlich besser als algenfressende Fische) in Grenzen halten, ist dieser Verlust von starker ökologischer Bedeutung, da die Korallen in den Korallenriffen absterben, wenn sie von Algen überwuchert werden.

## Bildergalerie

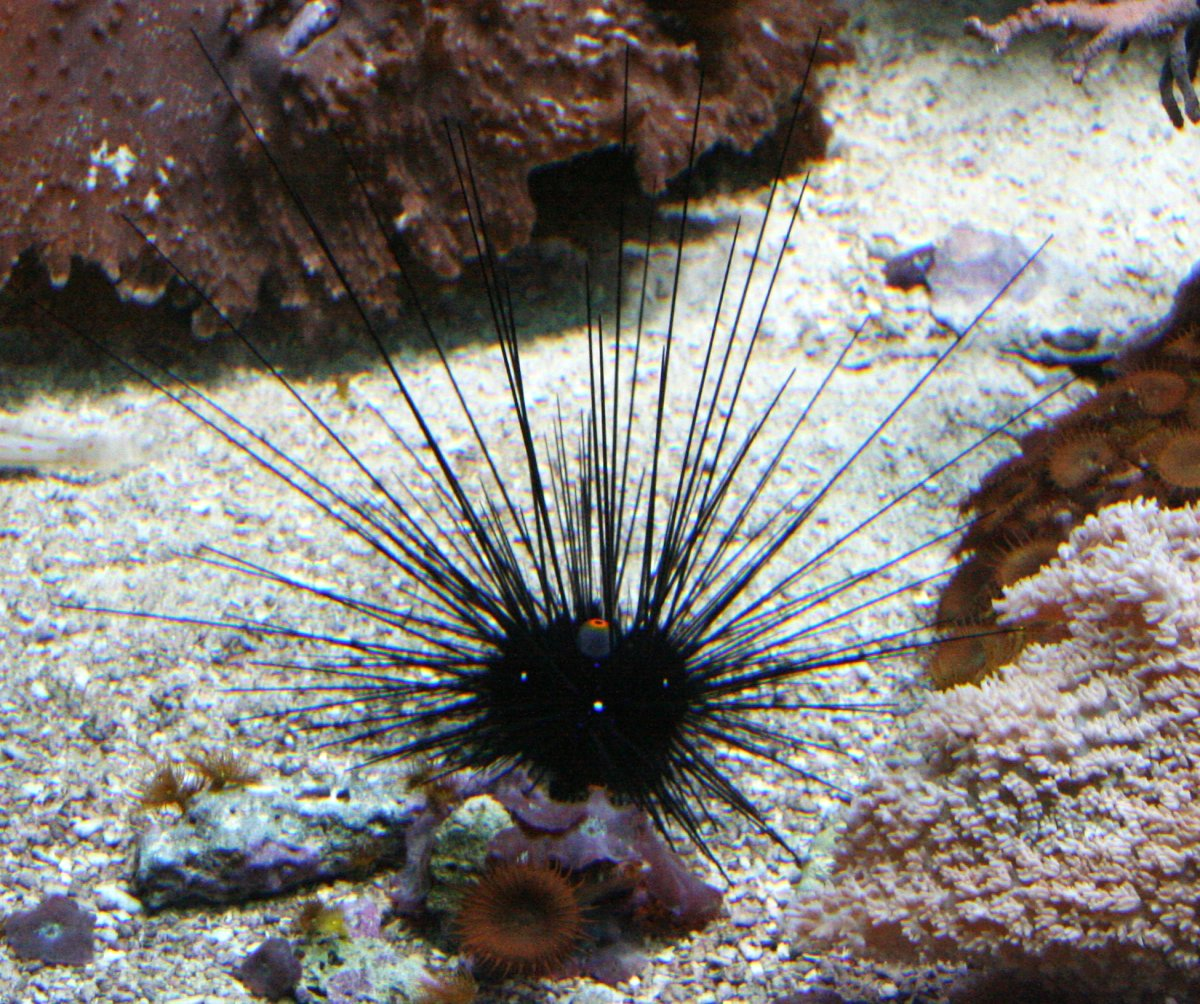
D. setosum, typisches Exemplar mit langen, schwarzen Stacheln und dem charakteristischen orangefarbenen Ring
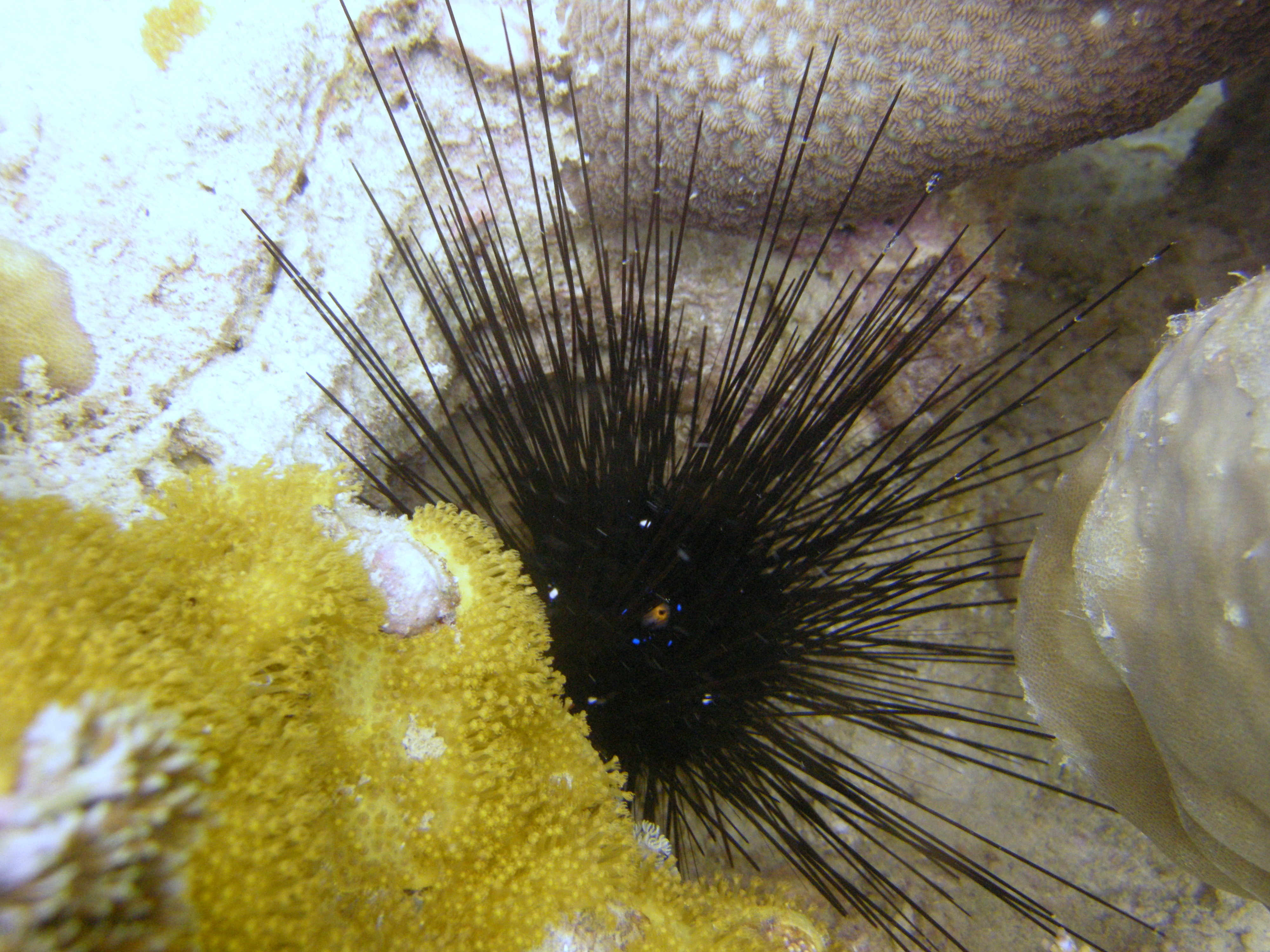
D. setosum von Sansibar
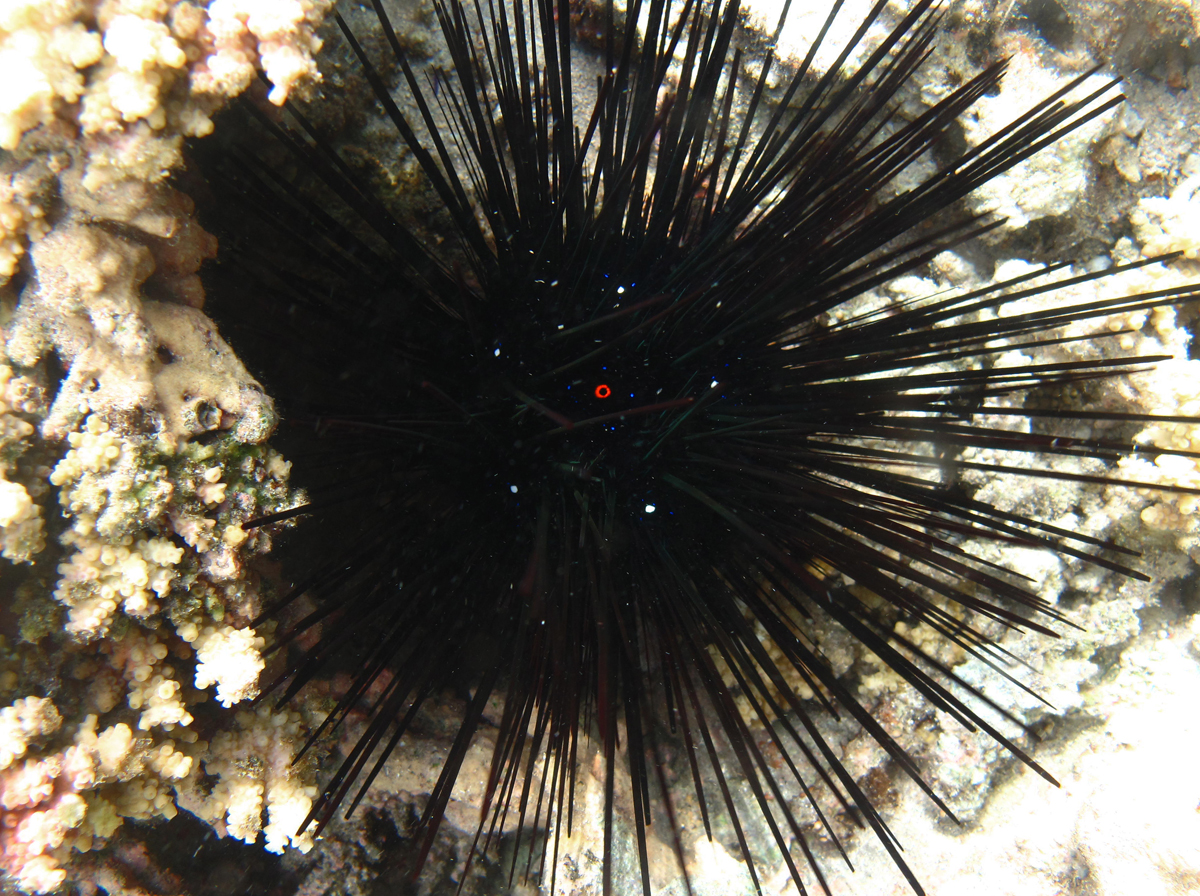
D. setosum von  La Réunion
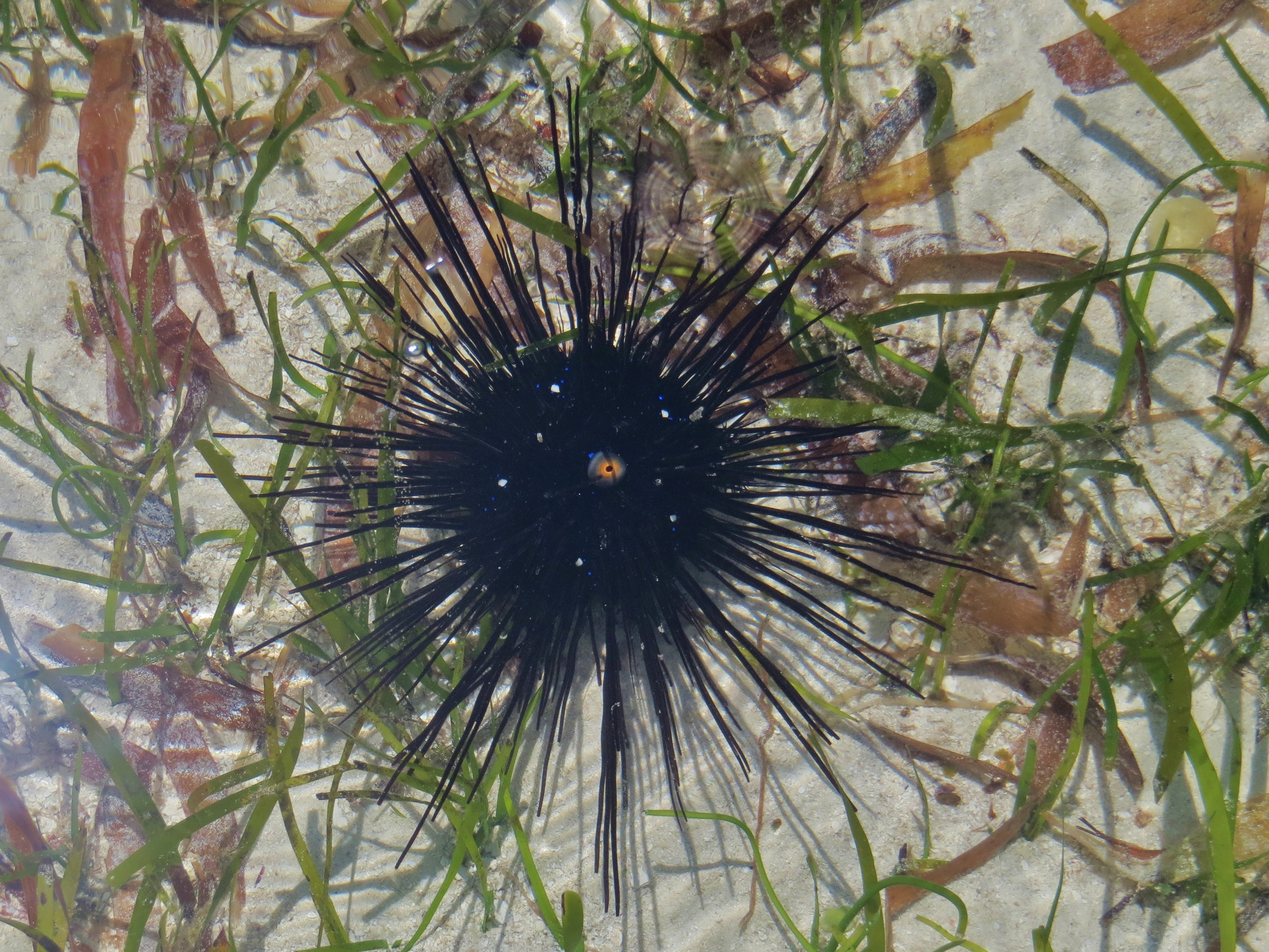
D. setosum von Kenia mit offensichtlicher 5-fach-Symmetrie
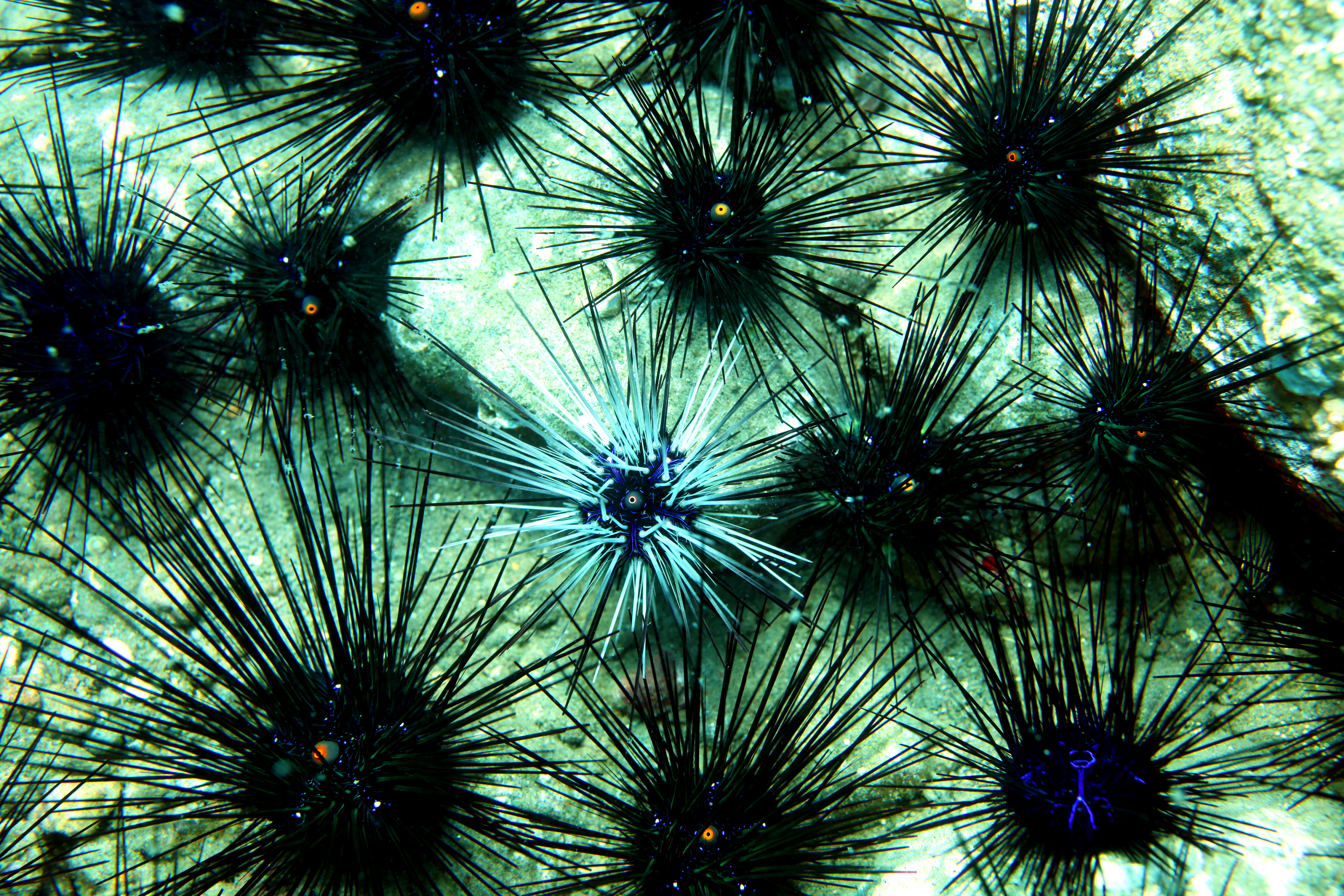
D. setosum zusammen mit D. savignyi: Die Form der Schale, die Länge der Stacheln und der orangefarbene Ring helfen, sie zu unterscheiden

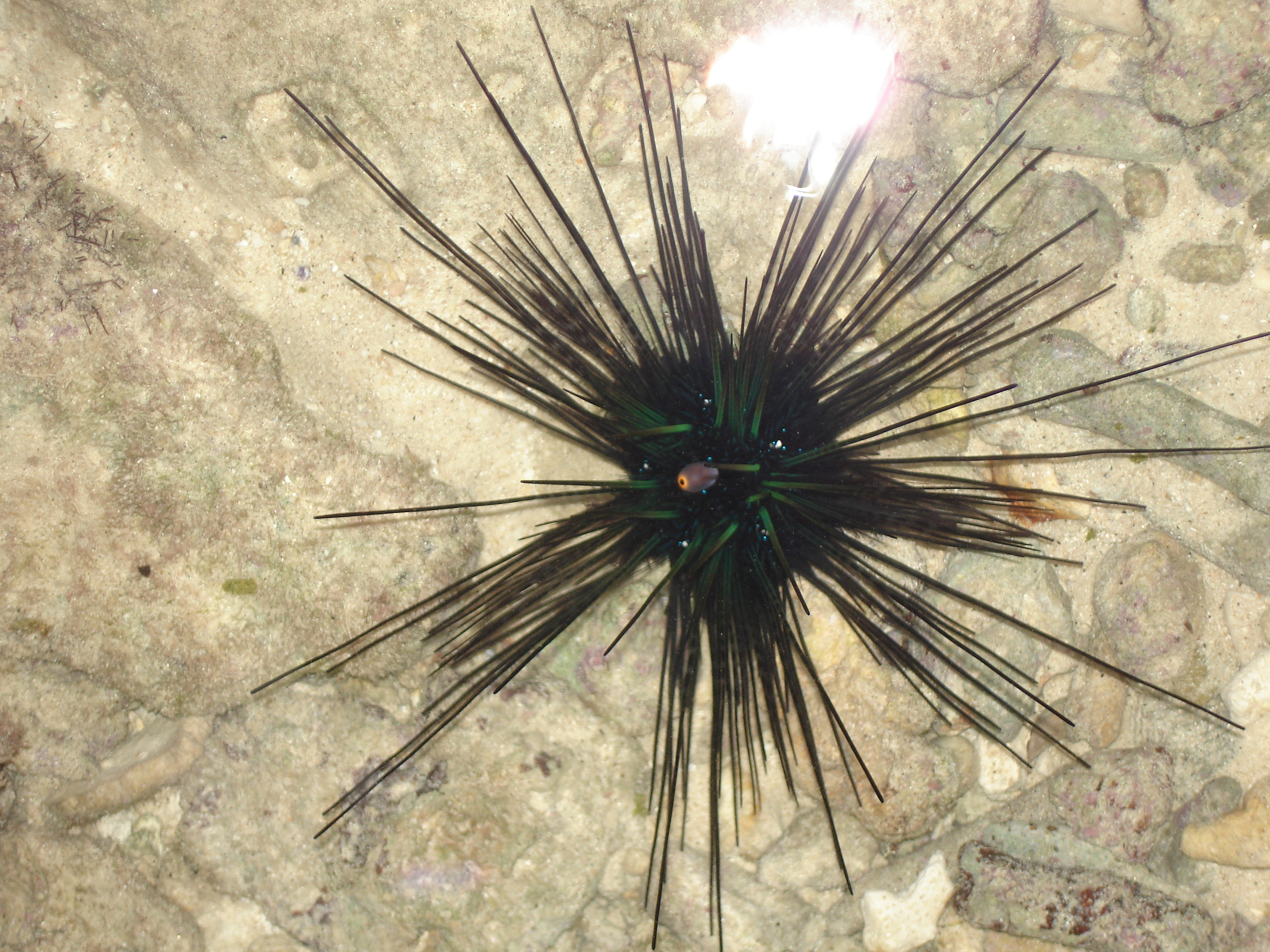
D. setosum bei Phuket
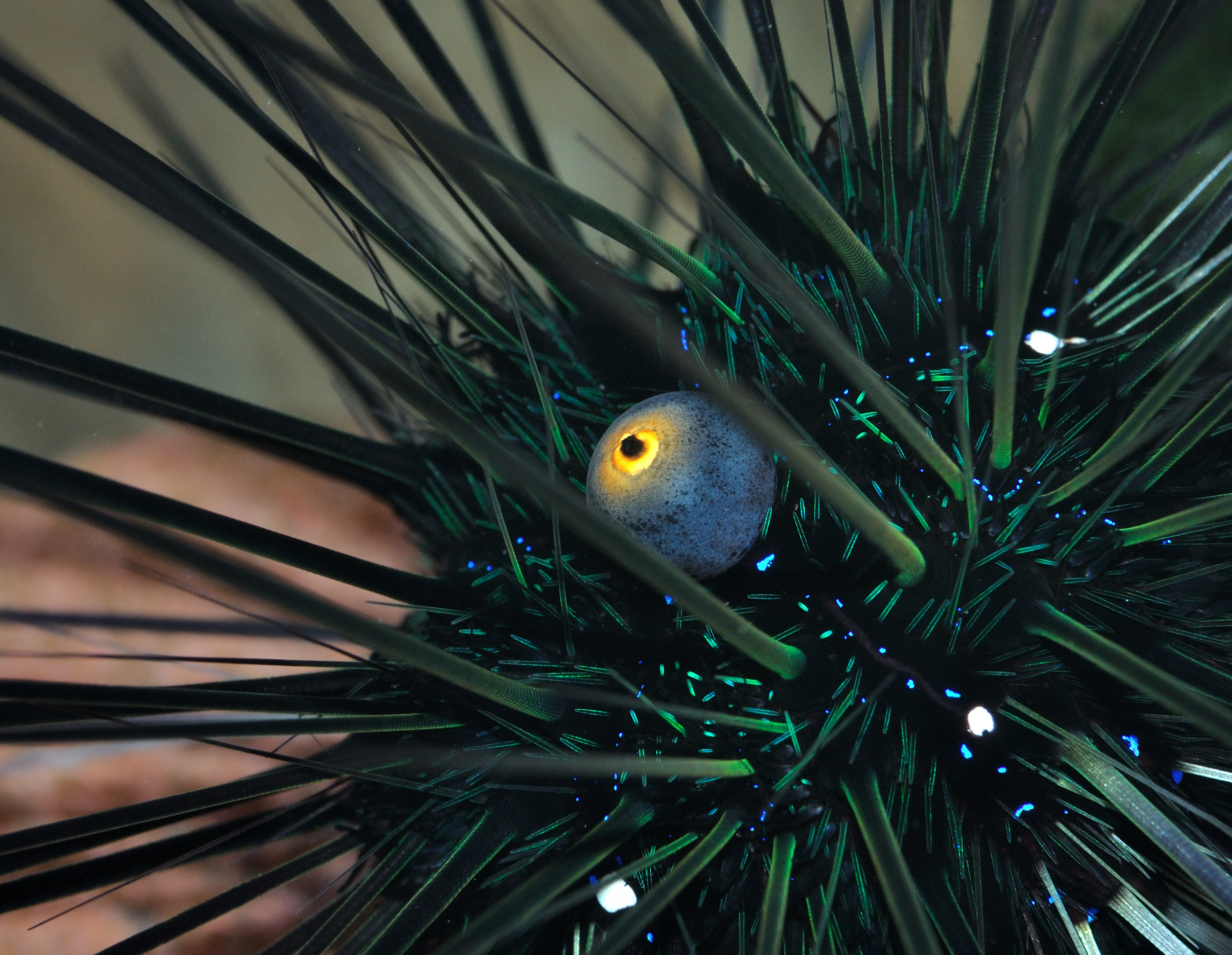
D. setosum, Detail der Analpapille.
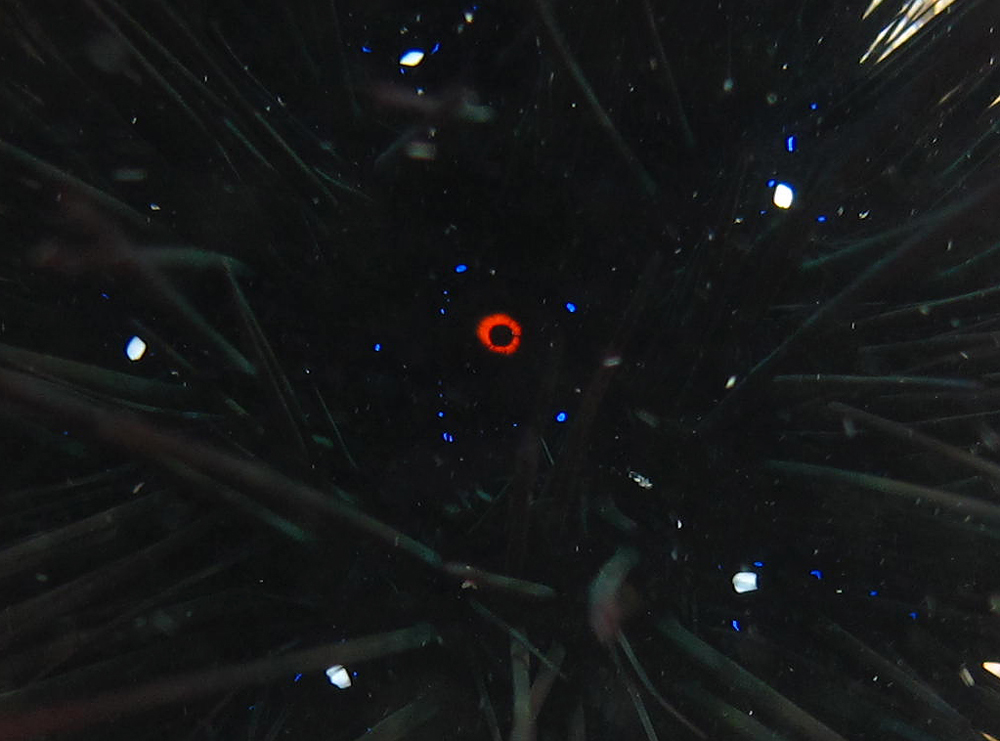
Die Nahaufnahme von D. setosum zeigt die klassischen Merkmale: orangefarbener Ring, fünf weiße Flecken, blaue Iridophoren
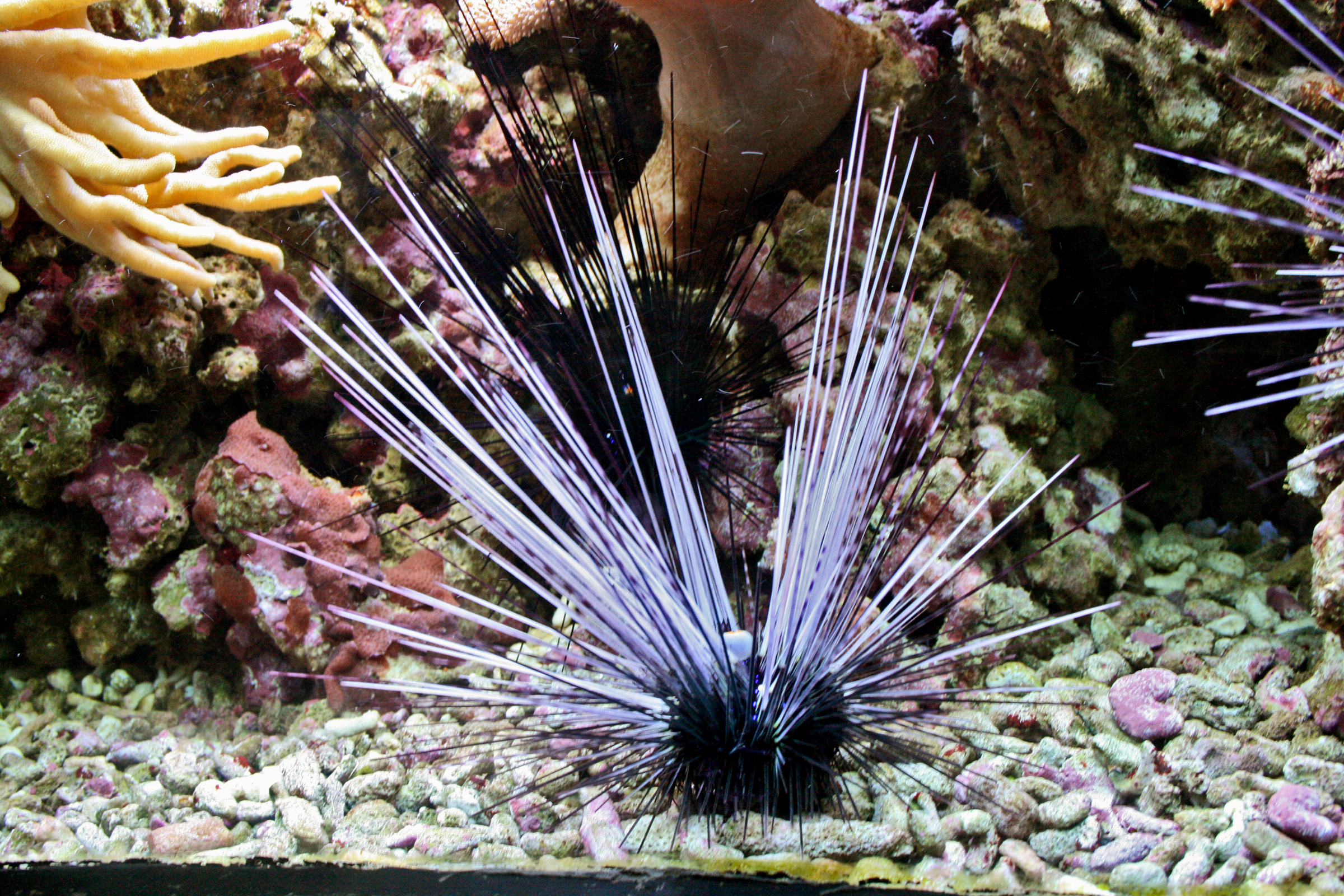
D. setosum, Exemplar mit weißen Stacheln.